# زمین‌لرزه ۲۰۲۳ حوز
زمین‌لرزه ۲۰۲۳ حوز زمین لرزه ای به بزرگی ۶٫۸ منطقه مراکش-صافی مراکش را در ۸ سپتامبر ۲۰۲۳ در ساعت 23:11 DST (22:11 UTC) لرزاند. کانون این زمین لرزه در ۷۱٫۸ کیلومتری (۴۴٫۶ مایلی) جنوب غربی مراکش و در نزدیکی شهر ایغیل در کوه‌های اطلس بود. این در نتیجه گسل کم عمق مایل رانش در زیر رشته کوه بوجود آمد. تاکنون حداقل ۲۷۶۱ مورد مرگ در پی این حادثه اعلام شده است. بیشتر این مرگ و میر در خارج از مراکش رخ داده است. بر اساس گزارش‌ها خسارت گسترده بوده است و بسیاری از ساختمان‌ها و بناهای تاریخی در مراکش آسیب دیده‌اند.. این زمینلرزه در اسپانیا، پرتغال و الجزایر نیز احساس شد.